# Arvando
Arvando (en latín: Arvandus) fue un galo que ascendió en la jerarquía de la Roma imperial hasta alcanzar en dos ocasiones el grado de prefecto pretoriano de las Galias.
En la primera ocasión, en 461, fue nombrado por el emperador Libio Severo. El cargo concluyó a la muerte de Severo, en 465. Dos años más tarde, en 467, fue nombrado de nuevo por Antemio.
Su amigo y cronista, Sidonio Apolinar, narra que su primer mandato fue exitoso y que obtuvo con el una buena reputación. No obstante, su segundo periodo en el cargo le deparó amplios odios, hasta que en 472 fue depuesto y llevado encadenado a Roma, donde una comisión de influyentes ciudadanos de la Galia le acusó de cometer traición. 
Los enviados trajeron con ellos una carta, que el secretario de Arvando atestiguaba que había sido dictada por el propio Arvando. En ella Arvando intentaría disuadir a Eurico, rey de los visigodos, de firmar la paz con el Emperador bizantino, instándole a que en cambio atacase a los bretones del norte del Loira. La carta afirmaría también que el Ius Gentium exigiría la división de las Galias entre visigodos y burgundios.
Riothamus, rey de los britones, era aliado del emperador Antemio, así que esto era equivalente a declarar guerra al propio emperador. Arvando fue juzgado por traición y, encontrado culpable, fue despojado de todos los privilegios pertenecientes a su prefectura y enviado a la prisión común para aguardar su ejecución.
Casiodoro refiere que Sidonio y sus amigos lograron salvar a Arvando de la pena de muerte. «Por orden de Antemio, Arvando, que había intentado convertirse en emperador, fue enviado al exilio» («Arabundus imperium temptans iussu Anthemii exilio deportatur»).
Casiodoro afirma que la intención de Arvando era dividir el imperio y usurpar la dignidad imperial:  pudiera ser que  Arvando esperase obtener el trono con ayuda de galos y los visigodos, del modo ya intentado por Avito. De ser así, Arvando quedaría decepcionado, dado que no recibió ningún apoyo de la aristocracia gala. Posiblemente esto se debió tanto a su humilde cuna como a que la mayoría de los galos habría aprendido del ejemplo de Avito, dándose cuenta de la época propicia para tales aventuras había pasado ya de largo.